# Geolyces sylvana
Geolyces sylvana är en fjärilsart som beskrevs av Robert H. Carcasson 1964. Geolyces sylvana ingår i släktet Geolyces och familjen mätare. Inga underarter finns listade i Catalogue of Life.